# Omni Severin Hotel
L'Omni Severin Hotel est un hôtel américain situé à Indianapolis, en Indiana. Installé dans un quartier inscrit au Registre national des lieux historiques depuis le 14 juillet 1982, cet établissement d'Omni Hotels & Resorts est membre des Historic Hotels of America et des Historic Hotels Worldwide depuis 2010.